# Wetmore, Kansas
Wetmore är en ort i Nemaha County i Kansas. Vid 2020 års folkräkning hade Wetmore 348 invånare.